# Obon
Obon (お盆) eller bon er en japansk buddhistisk tradition til frelse af ånderne fra de afdøde forfædre. Her besøger familier forfædrenes grave, der afholdes dansefestival og afsluttes med søsætning af lanterner til de afdødes sjæle.

## Baggrund
Oprindelsen til obon går tilbage til den hinduistiske Divali-fest (= diipaavalii, lysfest), sammensmeltet med Avalambana, preta-bespisningen (sultne ånder), og det taoistiske Chung-yuen-ritualer, der blev afholdt samme dag. Oben er en kort udgave af sanskrit-ordet avalambana eller ullambana for at hænge på hovedet og lide i helvede, hvad der sker for de sultne ånder (preta), der dog får lov til at vende tilbage fra underverdenen en gang om året. Ved deres symbolske bespisning søger man at lindre deres lidelser i helvedet.
Der findes en tilsvarende Avalambana-Sutra (kinesisk: 孟蘭盆經; pinyin: Yúlánpénjīng, jap. Urabon-kyou), der kom til Japan gennem en kinesisk oversættelse af Dharmarakshas den ældre (kinesisk: 竺 法護; pinyin: Zhú Fǎhù, jap. Jiku Hougo; Vestlige Jin-dynasti). I denne gengives det mangesidige ceremoniel ved allesjælefesten (15. dag i den 7. månemåned, senere 13.-16.) med allesjæle-ofrer urabon-kuyou, – især for de nulevendes far og mor og de syv tidligere generationer - som stammende fra Siddharta Gautama (Buddha). En japansk afskrift fra 743 er bevaret.
Elementet med lys ved obon forekom første gang i 1230 efter forordning af kejser Go-Horikawa. Afbrændingen af bål (ofte med form som tegnet dai, deraf daimonji no hi) om aftenen den 16. skal gå tilbage til den buddhistiske munk Kuukai (774-835). I hvert fald har den sin oprindelse i shingon- eller tendai-ritualer. Den tantriske skole har også frembragt mange offerritualer for preta-bespisning (bl.a. segaki-ho, ikitama-e).
Dansene, der er forbundet med obon, er afledt fra en historie om Buddhas elev Maudgalyayana (jap. Mokuren), hvor han i en vision så sin afdøde mor i "de sultne ånders kongerige", hvor hun hengav sig til egoisme. Fortørnet gik han til Buddha og spurgte, hvordan han kunne befri sin mor fra dette ånderige. Buddha svarede, at han skulle afholde en stor fest 15. juli for de seneste syv generationer af afdøde. Den unge mand gjorde dette og opnåede på den måde befrielsen af sin mor. Samtidig erkendte han hendes uselviskhed og de mange ofrer, hun havde bragt for ham. Den unge mand dansede af glæde, lykkelig over sin mors frigivelse og taknemmelig for hendes venlighed. Fra denne glædesdans er bon odori, bon-dans, afledt, hvor forfædrene og deres ofre huskes ved obon.
Obon svarer til den kinesiske åndefest og minder om den mexicanske De Dødes Dag og på visse punkter om den tyske og schweiziske Totensonntag.

## Afholdelse
Obon har fundet sted i Japan i mere end 500 år og fejres i hele landet. Den oprindeligt religiøse buddhistiske fest er nu blevet til en dag, hvor familier mødes, og hvor folk fra de store byer tager til deres hjembyer for at besøge og rengøre deres forfædres grave. På den sidste aften afholdes desuden tourounagashi (灯籠流し), hvor man søsætter lanterner til at transportere de afdødes sjæle.
I det østlige Japan fejres obon fra 13. juli (velkomst-obon) til 16. juli (afskeds-obon) og i det vestlige Japan i august. I de senere år har størstedelen af Tokyo placeret obon i sommerferietiden i august.
Obon er traditionelt forbundet med en dansefestival. Oprindelig dansede folk nenbutsu for at hilse de afdødes ånder. I nutiden er fejringen forskellig fra sted til sted, og de forskellige præfekturer har ofte deres egne måder at danse bon odori og tilsvarende valg af musik, der kan række fra klassisk musik til traditionel japansk musik som Makkou Ondo. På denne måde er f.eks. Awa Odori fra Tokushima-præfekturet helt forskellig fra Gujou Odori fra Gifu-præfekturet.